# Гадюка анатолійська лучна
Гадюка анатолійська лучна (Vipera anatolica) — отруйна змія, родини гадюкових (Viperidae). Ендемік Таврських гір на території Туреччини. Найбільш рідкісний і маловивчений вид гадюк, що перебуває під загрозою зникнення, занесений до Червоного списку МСОП та інших природоохоронних документів. Всі знайдені особини, були виявлені в гірських лісах і луках Західного Тавру, в дуже вузькому діапазоні висот: від 1840 до 2265 метрів над рівнем моря.

## Поширення
Ареал даного виду дуже обмежений. Вперше його було виявлено 1970 року, в національному заповіднику Чиглікара, згодом були віднайдено ще в декількох локаціях, в межах гірського масиву Коху-даг в Західному Таврі, в дуже вузькому діапазоні висот: від 1840 до 2265 метрів над рівнем моря. Цей вид вважається реліктовим представником роду Гадюка на південному заході Туреччини, ізольованим від інших представників роду на сотні кілометрів. Невідомо як давно популяція Vipera anatolica була ізольована від решти представників роду, але нині ці змії є адаптованими для життя у високогірних лісах і луках, і вони не здатні подолати глибокі долини які обмежують ареал їхнього існування, це обумовлює тотальну ізоляцію їхньої популяції.

## Опис
Ці змії морфологічно дуже подібні до виду vipera ursinii, і спочатку описувався як підвид Vipera ursinii anatolica. Проте згодом їх віднесли до окремого виду.
Невелика змія, середня довжина складає близько 40 см. Голова овальна, не має вираженої шийної області. Верхівка голови вкрита чіткими пластинками та дрібною лускою. На голові та з боків є темні смугасті плями. Колір спини зазвичай оливковий чи сіруватий. Малюнок на спині — зигзагоподібна смуга із закругленими кутами. Черево у самців чорноплямисте, у самок і спина і черево мають світло-коричневий основний колір. В раціоні переважають прямокрилі комахи, яких вдосталь в цьому регіоні, також були відмічені випадки полювання на дрібних ящірок Ablepharus chernovi чи Anatololacerta oertzeni.